# Maronge (periodiskt vattendrag i Burundi)
Maronge är ett periodiskt vattendrag i Burundi.   Det ligger i provinsen Mwaro, i den centrala delen av landet, 50 kilometer öster om huvudstaden Bujumbura.
Omgivningarna runt Maronge är en mosaik av jordbruksmark och naturlig växtlighet. Runt Maronge är det tätbefolkat, med 356 invånare per kvadratkilometer.